# Manthan
Manthan é um filme de drama indiano de 1977 dirigido e escrito por Shyam Benegal e Kaifi Azmi. Foi selecionado como representante da Índia à edição do Oscar 1978, organizada pela Academia de Artes e Ciências Cinematográficas.

## Elenco
- Girish Karnad - Dr. Rao
- Kulbhushan Kharbanda - Sarpanch
- Smita Patil - Bindu
- Naseeruddin Shah - Bhola
- Mohan Agashe - Deshmukh
- Anant Nag - Chandavarkar